# SMS Hannover
SMS Hannover – drugi z pięciu zbudowanych okrętów, przeddrednotów typu Deutschland, należących do Kaiserliche Marine. Nazwa okrętu pochodzi od jednej z prowincji pruskiej-Hanower położonej w Dolnej Saksonii.

## Konstrukcja

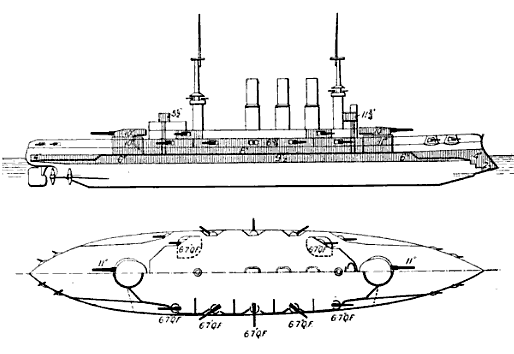
Rysunek liniowy pancerników klasy „Deutschland”

Okręt został zbudowany w stoczni Kaiserliche Werft w Wilhelmshaven. Stępka pod budowę została postawiona 7 listopada 1904 roku, a budowę okrętu ukończono 29 września 1905 roku. Włączenie okrętu do służby miało miejsce 1 października 1907 roku. Cały okręt kosztował 24,3 miliona reichsmarek. W tym samym czasie co oddanie do służby "Hannovera" oraz innych okrętów typu Deutschland zaczęto zastępować okręty tej klasy nowymi okrętami klasy drednot wzorowanymi na brytyjskim pancerniku HMS "Dreadnought" zbudowanym w 1906 roku.
"Hannover" wraz z bliźniaczymi okrętami "Schleswig-Holstein", "Schlesien", "Pommern" oraz "Deutschland" reprezentował ostatnie niemieckie okręty przeddrednoty. Okręty typu Deutschland zastąpiły starsze okręty typu Brauschweig m.in. dzięki lepszemu opancerzeniu oraz szybkości.

## Służba
Okręt został włączony do 2 szwadronu bojowego niemieckiej Hochseeflotte w dniu 13 lutego 1908 roku. Po roku służby okręt został przekierowany do 1 szwadronu bojowego. Ostatecznie w 1912 roku "Hannover" ponownie został przekierowany do swojego macierzystego szwadronu, gdzie służył jako okręt flagowy tej jednostki.

### I wojna światowa
Jako część Hochseeflotte 2 szwadron bojowy pod dowództwem kontradmirała Mauva wziął udział w bitwie jutlandzkiej 31 maja 1916 roku. Łącznie podczas bitwy okręt wystrzelił 8 pocisków kaliber 280 mm oraz 22 pociski 170 mm. "Hannover" nie został trafiony, ale także żaden z wystrzelonych pocisków nie wyrządził szkód okrętowi wroga. W tej samej bitwie "Pommern" – bliźniaczy okręt "Hannovera" został zatopiony.
Po bitwie okręt został odesłany do Kolonii w celu drobnych napraw. Następnie okręt służył jako okręt-cel dla niemieckiej marynarki na Bałtyku. W marcu 1917 roku z okrętu zdjęto część dział, a "Hannover" spadł do miana okrętu ochrony wybrzeża, I wojnę światową okręt zakończył właśnie w tej roli.

### Służba powojenna
Po I wojnie światowej, w ramach traktatu wersalskiego Niemcy mogli posiadać stare pancerniki w tym m.in. "Hannovera". Okręt został wycofany ze służby 17 grudnia 1918 roku. Modernizowany w latach 1920–21 okręt powrócił do służby w czerwcu 1921 roku. "Hannover" kontynuował służbę w marynarce Republiki Weimarskiej. Okręt został ostatecznie skreślony z listy okrętów 25 września 1931 roku. Między 1931 a 1935 rokiem okręt służył jako okręt szkoleniowy dla Reichsmarine w celach badań nad zniszczeniami wywołanymi minami lądowymi. Następnie okręt służył jako okręt-cel dla lotnictwa lecz nigdy nie doszło do użycia okrętu w tym celu.
SMS "Hannover" został zezłomowany w Bremerhaven pomiędzy 1944 a 1946 rokiem.